# Czuboustek karłowaty
Czuboustek karłowaty (Lophostoma brasiliense) – gatunek ssaka z podrodziny liścionosów (Phyllostominae) w obrębie rodziny liścionosowatych (Phyllostomidae), występujący w Ameryce Środkowej i Południowej; według IUCN nie jest zagrożony wyginięciem.

## Taksonomia
Gatunek po raz pierwszy zgodnie z zasadami nazewnictwa binominalnego opisał w 1866 roku niemiecki zoolog Wilhelm Peters nadając mu nazwę Lophostoma brasiliense. Holotyp pochodził z Salvadoru, w stanie Bahia, w Brazylii. Najwyraźniej Peters oparł nazwę L. brasiliense na pojedynczym okazie znajdującym się w Muzeum Historii Naturalnej w Londynie, którego John Edward Gray nazwał Tylostoma brasiliense, ale jeszcze go nie opisał. Data publikacji nazwy L. brasiliense jest zwykle podawana jako rok 1866; jednak strony od 657 do końca tomu z 1867 roku (za rok 1866 (oryg. niem. Aus dem Jahre 1866)) czasopisma Monatsberichte der Königlichen Preussische Akademie des Wissenschaften zu Berlin zostały opublikowane w 1867 roku. Holotypem była dorosła samica o numerze katalogowym BMNH 49.11.7.14 na który składała się skóra i czaszka; nie jest znana data odłowu.
We wcześniejszych ujęciach systematycznych Lophostoma brasiliense zaliczany był do rodzaju Tonatia, ale analizy wykazały, że Tonatia jest taksonem parafiletycznym, ograniczona do T. bidens, T. bakeri, T. maresi i T. saurophila, podczas gdy pozostałe taksony zostały przeniesione do rodzaju Lophostoma. Inne małe gatunki Lophostoma, takie jak L. nicaraguae, L. minuta i L. venezuelae, kiedyś uznawane za odrębne gatunki, są obecnie traktowane jako synonimy L. brasiliense. Jednak analizy przeprowadzone w 2022 roku w oparciu o dane molekularne, morfologiczne, morfometryczne i geograficzne wykazały że L. nicaraguae jest odrębnym gatunkiem. Autorzy Illustrated Checklist of the Mammals of the World uznają ten takson za gatunek monotypowy.

### Etymologia
- Lophostoma: gr. λοφος lophos „czub”; στομα stoma, στοματος stomatos „usta”[20].
- brasiliense: nowołac. Brasilianus lub Brasiliensis „brazylijski, z Brazylii”[21].

## Zasięg występowania
Czuboustek karłowaty występuje w południowym Meksyku (Veracruz i południowa część półwyspu Jukatan) przez Amerykę Środkową do północnej i wschodniej części Ameryki Południowej (Kolumbia, Wenezuela, Gujana, Ekwador, Peru, Brazylia, Boliwia i odosobniony przypadek z Paragwaju); obserwowany także na wyspie Trynidad należącej do Trynidadu i Tobago. 

## Morfologia

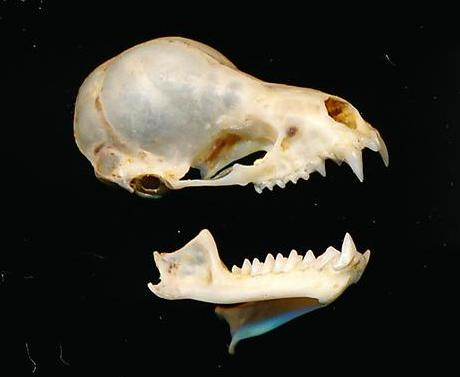
Czaszka

Długość ciała (bez ogona) 42–61 mm, długość ogona 8–13 mm, długość ucha 19,2–24,8 mm, długość tylnej stopy 9–11,9 mm, długość przedramienia 34–40,5 mm; masa ciała 9,9–13,8 g. Większe długości czaszek wynoszą 18,7–21,6 mm. Brak wyraźnego dymorfizmu płciowego, z wyjątkiem genitaliów. Czuboustek karłowaty jest najmniejszym gatunkiem w obrębie Lophostoma, charakteryzujący się długimi, zaokrąglonymi uszami połączonymi pasmem skóry na czole. Jest łatwy do odróżnienia od innych gatunków Lophostoma dzięki mniejszym wymiarom zewnętrznym i oraz mniejszej czaszce. Futro na grzbiecie jest długie i gładkie, ale nie gęste; włosy są koloru brązowego natomiast wokół twarzy są nieco ciemniejsze z białą podstawą. Strona brzuszna jest jasnobrązowa i nie kontrastuje w mocny sposób z grzbietem. Cześć pyska od nosa do czoła jest skąpo owłosiona, prawie naga; na czubku podbródka znajdują się rzędy małych zaokrąglonych guzków tworzących kształt litery U. Krótki ogon jest zamknięty w błonie ogonowej, z wyjątkiem czubka, który wystaje nieco blisko środka strony grzbietowej. Skrzydła są krótkie i przymocowane do podstawy palców. Podczas obserwacji w terenie czuboustki karłowate można pomylić z karłogackami (Micronycteris), ponieważ gatunki z tego rodzaju również są małe, o szarym lub brązowym kolorze futra z długimi, zaokrąglonymi uszami. Niemniej jednak cechy gatunkowe, takie jak dwa dolne siekacze w porównaniu z czterema u Micronycteris i para dużych guzków w kształcie litery V na czubku podbródka, odróżniają nietoperza czuboustka karłowatego od gatunków Micronycteris. Czaszka jest mocna, z nierozwiniętym grzebieniem strzałkowym i zwężona w okolicy zaoczodołowej. Wzór zębowy: I {\displaystyle {\tfrac {2}{1}}} C {\displaystyle {\tfrac {1}{1}}} P {\displaystyle {\tfrac {2}{3}}} M {\displaystyle {\tfrac {3}{3}}} (x2) = 32.

### Genetyka
Kariotyp wynosi 2n = 30 oraz FN = 56.

## Ekologia
Czuboustek karłowaty zamieszkuje zróżnicowane siedliska, często o przyroście wtórnym w regionach sawannowych poniżej wysokości 500 m n.p.m., obszary wilgotne i siedliska nadbrzeżne, lasy liściaste, fragmenty lasów, skraje lasów w pobliżu obszarów rolniczych, bagienne lasy pierwotne i lasy pierwotne nad potokami. Czuboustek karłowaty prowadzi nocny tryb życia, a jego aktywność osiąga szczyt krótko po zmierzchu. Gniazduje w dużych, zamieszkanych nadrzewnych gniazdach termitów. W Peru grzędy miały długość około 60–70 cm szerokości, około 60–70 cm wysokości i około 28 cm głębokości, z wejściami o średnicy około 6 cm. W Kostaryce opisywano grzędę bez żadnych przedziałów lub komór bocznych, stanowiącą pojedynczą cylindryczną komorę o głębokości około 20 cm.
W Kostaryce, dorosłe samce i samice czuboustka karłowatego przesiadują razem, co sugeruje system godowy oparty na haremach. Nietoperze te budują i aktywnie utrzymują grzędy w czystości, aby zapobiec niepokojeniu ich przez termity. Udokumentowano, że czuboustki karłowate dzielą schronienie z żabojadkami brazylijskimi (Trachops cirrhosus).
Czuboustek karłowaty jest entomofagiem, chwytając owady odpoczywające na liściach. Preferuje duże stawonogi, takie jak chrząszcze i motyle, może też spożywać owoce. W Brazylii w treści żołądka został znaleziony pyłek kwiatowy. 
Schemat rozrodu czuboustka karłowatego różni się w Ameryce Środkowej i Ameryce Południowej. W Kostaryce samica zachodzi w ciąży tylko raz, a jej szczyt przypada na późną porę suchą w marcu, po czym następuje laktacja we wczesnej porze mokrej w czerwcu. Samce rozmnażają się przez kilka miesięcy przed szczytem ciąży w okresie kwiecień-maj i pod koniec pory deszczowej w okresie wrzesień-październik. W Ameryce Południowej bardziej powszechne są dwa moty, z jednym szczytem ciąży w porze suchej a drugim szczytem w porze deszczowej. U pojedynczej, ciężarnej samicy schwytanej w 2002 roku w stanie Bahia w Brazylii długość płodu wynosiła 34 mm.
Na czuboustku karłowatym stwierdzono występowanie muchówek z rodziny Streblidae, gzowatych (Oestridae), świerzbowców, roztoczy z rodziny Labidocarpidae.

## Status zagrożenia i ochrona
W Czerwonej księdze gatunków zagrożonych Międzynarodowej Unii Ochrony Przyrody i Jej Zasobów został zaliczony do kategorii LC (ang. Least Concern „najmniejszej troski”). Czuboustek karłowaty jest szeroko rozpowszechniony, powszechny, ale nie liczny, toleruje różnorodne siedliska (w tym lasy wtórne), występuje w wielu obszarach chronionych. Jest mało prawdopodobne, aby nietoperz tan kwalifikował się do wyższej kategorii zagrożenia w bliskiej przyszłości.